# April Wine

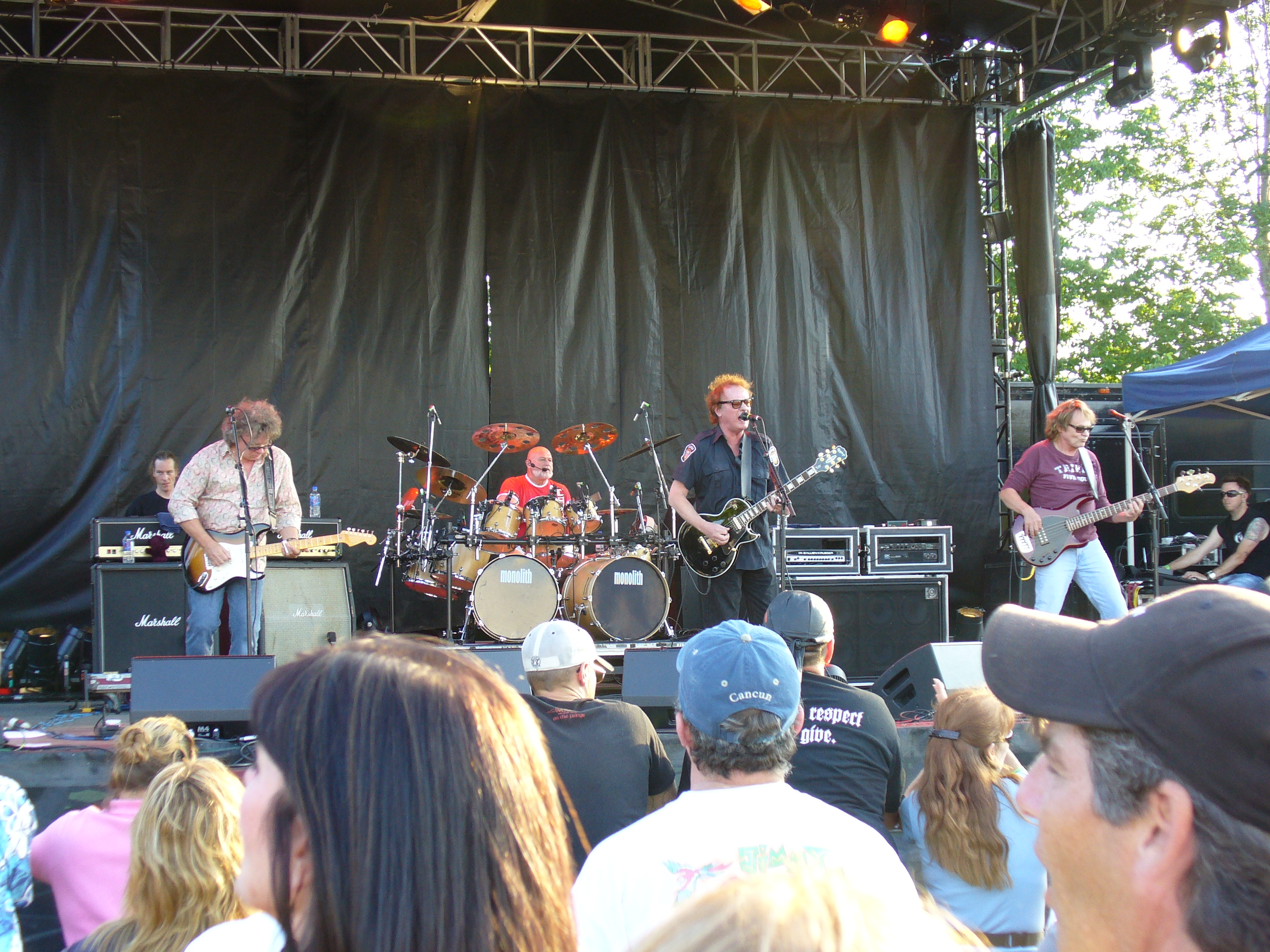
April Wine

April Wine je kanadská rocková skupina, založená v roce 1969. Jméno „April Wine“ si vybrali členové skupiny proto, že spolu ta dvě slova dobře zněla.

## Historie
Skupina April Wine patří společně se skupinami Rush a Triumph k nejvýznamnějším hard rockovým formacím v Kanadě. Skupinu založili začátkem roku 1969 bratři David a Ritchie Henmanovi společně se svým bratrancem Jimem Henmanem a Mylesem Goodwynem.

### První dekáda 1970–1979
Na jaře roku 1970 se skupina přestěhovala z Halifaxu do Montréalu, kde nahrála pro hudební společnost Aquarius Records své debutové album – April Wine (1971). Zpěvák a kytarista skupiny Myles Goodwyn je autorem úspěšné písně „Fast Train“, která se v Kanadě stala hitem a skupině se tak otevřela cesta k natočení druhé dlouhohrající desky. V průběhu roku 1971 opustil skupinu Jim Henman, kterého posléze nahradil Jim Clench.
Roku 1972 začala April Wine pracovat na druhém albu. Producentem druhé desky se stal zkušený Ralph Murphy, což se ukázalo jako dobrá volba. Album s názvem On Record vyšlo ještě v průběhu roku 1972, setkalo se s velmi dobrým přijetím a skupina zažívala první mezinárodní úspěchy. Píseň „You Could Have Been a Lady“, původně nahraná v Anglii skupinou Hot Chocolate, se stala prvním hitem April Wine. Píseň se dostala na #1 místo v kanadské hitparádě a v USA prorazila do Top 30 hitparády Billboard's, kde se udržela celých 11 týdnů. Na albu On Record se rovněž nachází coververze písně „Bad Side Of The Moon“ od Eltona Johna. Za On Record obdržela skupina svoji první zlatou desku, která byla předzvěstí toho, že se April Wine stanou jednou z nejúspěšnějších kanadských rockových skupin v historii.
Po úspěchu alba On Record nebylo překvapením, že se v roce 1973 skupina sešla v nahrávacím studiu opět s producentem Ralphem Murphym. Nahrávání třetího alba skupiny se již neúčastnili bratři Henmanovi, které na začátku roku 1973 nahradili kytarista Jerry Mercer a bubeník Gary Moffet. Album vyšlo roku 1973 pod názvem Electric Jewels. Příchod nových hudebníků se na albu projevil pozitivně. Oproti prvním dvěma albům je Electric Jewels mnohem energičtější a nápaditější. Album obsahuje několik fanoušky velmi oblíbených klasických April Wine písní, jako například „Weeping Widow“, „Just Like That“ nebo „Lady Run Lady Hide“. Na albu se projevuje vysoký tvůrčí přínos Goodwyna a Clenche, kteří jsou autory většiny písní.
Na jaře roku 1974 se vydala skupina na národní turné nazvané The Electric Adventure. Toto turné bylo první v historii skupiny, kdy skupina využila při svoji show obrovský světelný park a pyrotechniku, které se posléze staly neoddělitelnou a pravidelnou součástí dalších vystoupení skupiny. Jejich originální vizuální show inspirovala řadu dalších rockových hudebníků ve světě. V průběhu tohoto turné byl zaznamenán jeden z koncertů a ještě v roce 1974 vyšlo skupině první živé album, jednoduše pojmenované Live.
Mnoho lidí řadí album Stand Back z roku 1975 mezi úplně nejlepší nahrávky April Wine. Album obsahuje velké hity „Tonight Is A Wonderful Time To Fall In Love“ a „I Wouldn't Want To Lose Your Love“. Ale i ostatní písně na albu, jako jsou „Cum Hear The Band“, „Slowpoke“, „Don't Push Me Around“ nebo „Oowatanite“, jsou povedené. Nebylo proto překvapením, že album se v Kanadě velmi rychle stalo zlatým a později dvojitě-platinovým.
V roce 1976 došlo ke změně na postu baskytaristy. Jima Clenche vystřídal Steve Lang. Nový počin skupiny byl vydán pod názvem The Whole World's Goin' Crazy (1976). Obrovský úspěch předchozího alba skupiny zapříčinil, že se poprvé v kanadské historii stala nová deska April Wine – The Whole World's Goin' Crazy, díky obrovským předobjednávkám, okamžitě v den oficiálního vydání platinovou. Album obsahuje další klasiku od April Wine – baladu „Like A Lover, Like A Song“.
V pořadí šesté album skupiny Forever for Now vyšlo v roce 1977. Dalšího kanadského milníku dosáhla skupina se singlem „You Won't Dance With Me“, který se stal nejlépe prodávaným singlem v historii. Singl se stal zlatým, samotné album pak dosáhlo rovněž na zlatou metu, posléze se stalo platinovým. Vlastní album je velmi nesourodou směsicí různých hudebních žánrů – od country and western, přes latin, caribbean, blues až po rock. Důvod zvláštnosti a výjimečnosti alba lze lehce vysvětlit. Myles Goodwyn totiž postupně připravoval svůj sólový materiál, který chtěl vydat jako svoji první sólovou desku. Ovšem skupina, která byla prakticky na vrcholu, si nemohla dovolit příliš dlouhou odmlku. Proto byl nakonec sólový projekt Goodwyna přetvořen na projekt skupiny. Většina hudebníků má ve zvyku na svých sólových deskách experimentovat a výsledný materiál se zcela diametrálně odlišuje od tvorby vlastních skupin, což je i tento případ. Proto má tato deska paradoxně daleko blíž ke kupříkladu Buddy Hollymu nebo The Everly Brothers, než k April Wine.
Ještě v roce 1977 vydali April Wine svoji druhou živou desku – Live at the El Mocambo. Záznam koncertu byl pořízen v rockovém klubu El Mocambo Club v Torontu. Kanadská verze tohoto alba obsahovala i jednu novou studiovou nahrávku – píseň „She's No Angel“, ze které se stal další kanadský hit. Po vydání tohoto alba se rozšířil počet členů skupiny na pět hudebníků. Po ukončení letního turné 1977 se ke stávajícím členům kapely připojil Brian Greenway. Greenway byl velmi flexibilní hudebník, který ovládal zpěv, komponoval hudbu a hrál na harmoniku. Ovšem do April Wine byl přijat hlavně na post třetího kytaristy. Pro tento úsek historie je pro April Wine typický hutný hardrockový zvuk, postavený na hudebním aranžmá trojice kytar. Ke konci roku 1977 uzavřela skupina novou nahrávací smlouvu s hudebním gigantem Capitol – EMI.
Pod křídly nového vydavatelství se pětice hudebníků v roce 1978 pustila do nahrávání nového, v pořadí již sedmého, studiového alba. Produkce alba se ujal sám Myles Goodwyn. Na pultech se deska nazvaná First Glance objevila ještě v průběhu roku 1978. April Wine se podařilo, i díky angažmá dalšího kytaristy, nahrát kvalitní, na kytarových riffech postavené, hardrockové album. Novým hitem skupiny se stala píseň ze singlu číslo 3 – „Roller“. Singl „Roller“ se držel celých 11 týdnů v americké hitparádě Billboard Hot 100 a samotné album First Glance se drželo rovněž 11 týdnů v americké Billboard's 200 Album chart. Navíc skupina dosáhla s tímto albem dalšího velkého úspěchu – First Glance je prvním albem skupiny April Wine, které se stalo zlatým i vně Kanady.
Začátek roku 1979 sliboval skupině řadu dalších úspěchů. Několik slavných skupin – Rush, Styx, Journey – projevilo zájem, aby jim April Wine dělali předskokany při jejich koncertech ve Spojených státech. Vystoupení skupiny po USA konečně pomohla skupině se zviditelnit. Američané zaregistrovali „novou“ skupinu – April Wine. Po deseti letech své existence byla konečně jedna z nejlepších skupin v Kanadě definitivně objevena. Skupina slíbila nahrání dosud nejtvrdší desky v dějinách April Wine. Ještě v roce 1979 slibované album vyšlo – název Harder ... Faster fanouškům skupiny sliboval mnoho. Dvě písně se staly hity. „I Like To Rock“ byla hitem rádií v USA, zatím co „Say Hello“ bodovala v Kanadě. Popularita těchto písní pomohla bodovat i celému albu. V americké hitparádě Billboard 200 se Harder...Faster držel plných 40 týdnů. Úspěch alba Harder ... Faster pomohl skupině k zisku dalších zlatých a platinových ocenění, ale nyní už po obou stranách severoamerické hranice.

### Druhá dekáda 1980–1989
První měsíce roku 1980 absolvovala skupina April Wine velké americké turné společně s britskými Nazareth, jako jejich předkapela. Soubor se po celých Spojených státech těšil značnému zájmu pořádajících agentur. Skupina se konečně dočkala uznání.

## Členové
Sestava 2001
- Myles Goodwyn (zpěv, kytary, klávesové nástroje)
- Brian Greenway (kytary, zpěv)
- Jim Clench (bass, vokály)
- Jerry Mercer (bicí)

## Studiová diskografie
- April Wine (1971)
- On Record (1972)
- Electric Jewels (1973)
- Stand Back (1975)
- The Whole World's Goin' Crazy (1976)
- Forever for Now (1977)
- First Glance (1978)
- Harder ... Faster (1979)
- The Nature Of The Beast (1981)
- Power Play (1982)
- Animal Grace (1984)
- Walking Through Fire (1986)
- Attitude (1993)
- Frigate (1994)
- Back To The Mansion (2001)